# 엄숙동맹과 언약

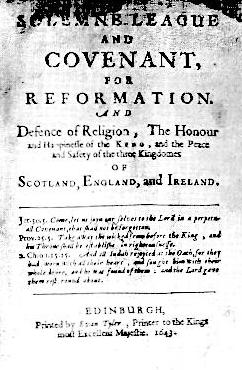
타이틀 페이지

엄숙동맹과 언약(Solemn League and Covenant)은 1643년에 첫번째 잉글랜드 내전 기간 동안 스코틀랜드 언약교도와 잉글랜드 의회 사이에 맺어진 조약이다.
이 조약으로 스코틀랜드 군대가 잉글랜드 의회와 연합하여 찰스 1세가 싸울 수 있는 사전 조약을 맺게 된 것이다.
이 조약을 배경으로 웨스트민스터 신앙고백과 예배규범 및 요리문답, 교회의 정치형태를 제정하여 단일화된 신앙적 규범을 갖게 되었다.

## 같이 보기
- 청교도
- 영국 역사

## 참고사항
- 엄숙동맹과 언약의 내용